# Tibava
Tibava (bis 1927 slowakisch auch „Cibava“; ungarisch Tiba) ist eine Gemeinde im äußersten Osten der Slowakei mit 534 Einwohnern (Stand 31. Dezember 2024), die zum Okres Sobrance, einem Teil des Košický kraj, gehört.

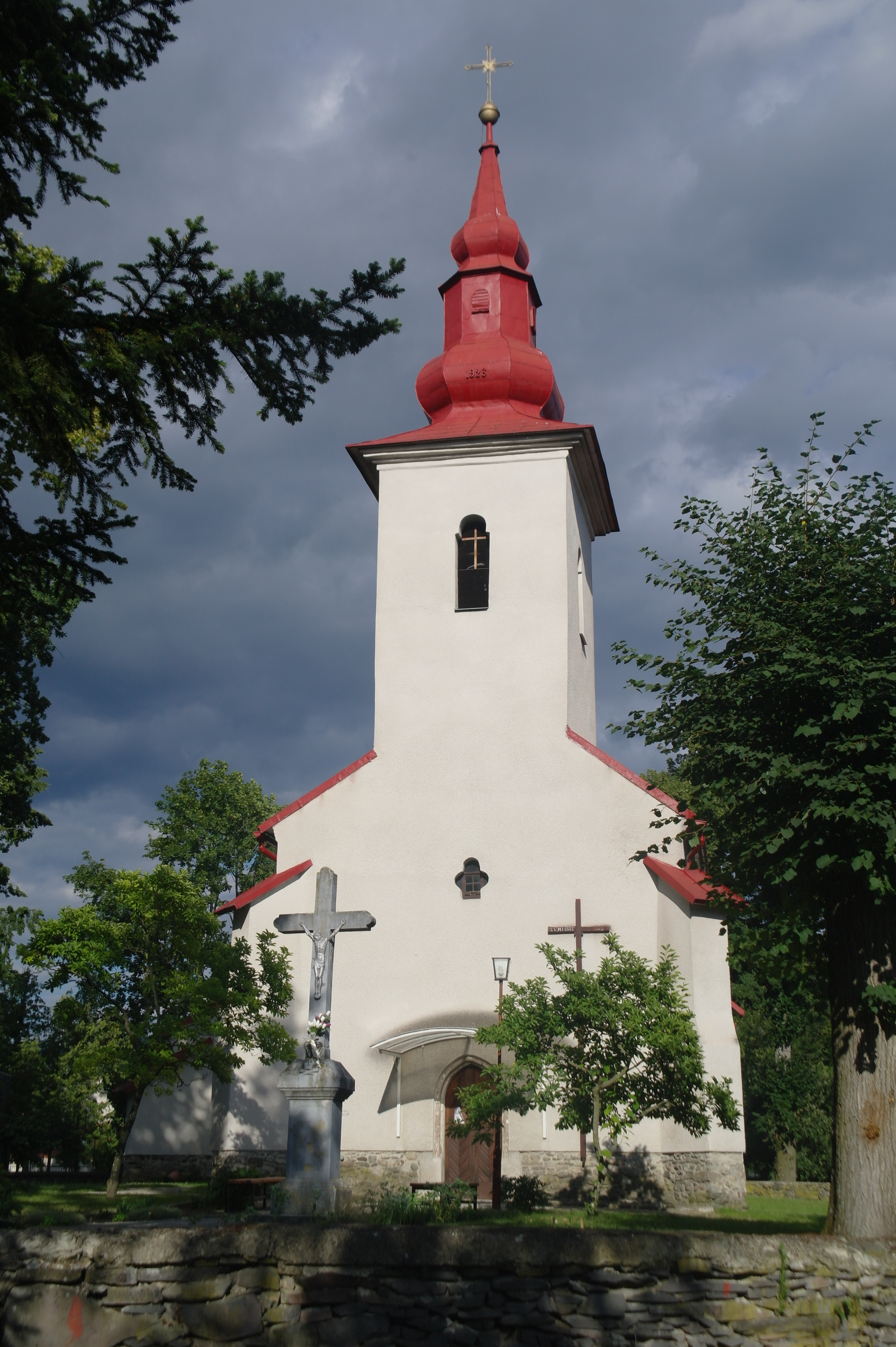
Mariä-Himmelfahrt-Kirche

## Geographie
Die Gemeinde befindet sich im Osten des Ostslowakischen Tieflandes am Bach Choňkovský potok im Einzugsgebiet des Uh. Das Ortszentrum liegt auf einer Höhe von 131 m n.m. und ist zwei Kilometer von Sobrance entfernt.
Nachbargemeinden sind Horňa und Choňkovce im Norden, kurz Koňuš im Nordosten, Vojnatina im Osten, Orechová im Süden, Ostrov im Südwesten und Sobrance im Westen.

## Geschichte
Das heutige Gemeindegebiet wurde in der älteren Steinzeit besiedelt; archäologische Nachweise der Bükk-Kultur, Bandkeramischen Kultur, Tiszapolgár-Kultur, aus der Hallstatt-, Latènezeit sowie einer slawischen Siedlung aus dem 6. und 7. Jahrhundert sind vorhanden.
Tibava wurde zum ersten Mal 1282 als Tyboa schriftlich erwähnt, die nach dem Ort genannte Burg ist erstmals 1337 überliefert. Im Mittelalter war Tibava Sitz eines regionalen Herrschaftsguts, das auch die Stadt Sobrance umfasste. Im 14. Jahrhundert siedelten sich Walachen im Ort an und 1398 erhielt das Dorf Marktrecht. Die örtlichen Weingärten wurde zum ersten Mal 1413 erwähnt, 1427 waren im Dorf insgesamt 40 Porta verzeichnet. Bis zum 20. Jahrhundert stammten die Besitzer aus dem Geschlecht Sztáray.
Gegen die Wende vom 16. zum 17. Jahrhundert war Tibava ein mittelgroßes Dorf mit einer Kirche, einer Mühle, einer Schule und einem Schloss. 1828 zählte man 58 Häuser und 548 Einwohner, die von Landwirtschaft und Weinbau lebten.
Bis 1918 gehörte der im Komitat Ung liegende Ort zum Königreich Ungarn und kam danach zur neu entstandenen Tschechoslowakei beziehungsweise heute Slowakei. 1939–1944 war er als Folge des Slowakisch-Ungarischen Krieges noch einmal Teil Ungarns.

## Bevölkerung
| Jahr                | 1994 | 2004    | 2014    | 2024    |
| ------------------- | ---- | ------- | ------- | ------- |
| Anzahl der Personen | 523  | 529     | 555     | 534     |
| Unterschied         |      | +1,14 % | +4,91 % | −3,78 % |

| Jahr                | 2023 | 2024    |
| ------------------- | ---- | ------- |
| Anzahl der Personen | 539  | 534     |
| Unterschied         |      | −0,92 % |

Nach der Volkszählung 2011 wohnten in Tibava 542 Einwohner, davon 524 Slowaken, jeweils vier Roma und Tschechen sowie ein Pole. Neun Einwohner machten diesbezüglich keine Angabe. 365 Einwohner bekannten sich zur römisch-katholischen Kirche, 127 Einwohner zur griechisch-katholischen Kirche, sieben Einwohner zur orthodoxen Kirche, jeweils fünf Einwohner zu den Zeugen Jehovas sowie zur reformierten Kirche und zwei Einwohner zur evangelischen Kirche A. B. Elf Einwohner waren konfessionslos und bei 20 Einwohnern wurde die Konfession nicht ermittelt.

## Bauwerke
- römisch-katholische Mariä-Himmelfahrt-Kirche im gotischen Stil aus der zweiten Hälfte des 14. Jahrhunderts